# Kelowna Rockets
Kelowna Rockets je kanadský juniorský klub ledního hokeje, který sídlí v Kelowně v provincii Britská Kolumbie. Od roku 1995 působí v juniorské soutěži Western Hockey League. Založen byl v roce 1995 po přestěhování týmu Tacoma Rockets do Kelowny. Své domácí zápasy odehrává v hale Prospera Place s kapacitou 5 507 diváků. Klubové barvy jsou petrolejová, červená, měděná, černá a bílá.
Nejznámější hráči, kteří prošli týmem, byli např.: Duncan Keith, Shea Weber, Václav Varaďa, Tyler Myers, D. J. King, Troy Bodie, Scott Hannan, Brett Palin, Luke Schenn, Thomas Raffl, Leon Draisaitl nebo Mikael Backlund.

## Úspěchy
- Vítěz Memorial Cupu ( 1× )
  - 2004
- Vítěz WHL ( 4× )
  - 2003/04, 2004/05, 2008/09, 2014/15

## Přehled ligové účasti
Zdroj: 
- 1995–2001: Western Hockey League (Západní divize)
- 2001– : Western Hockey League (Britskokolumbijská divize)